# Jack el Destripador en la ficción

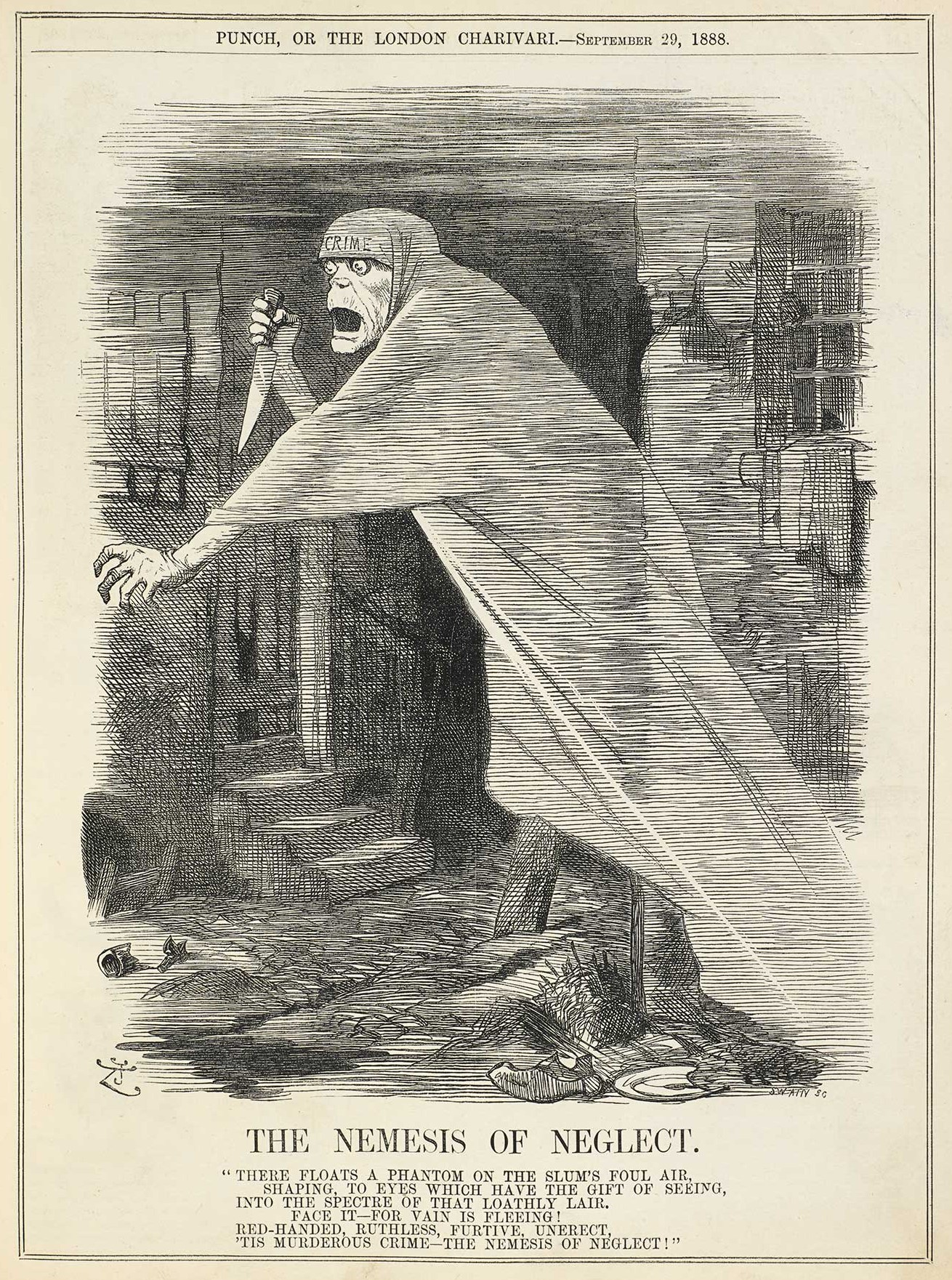
"Jack el Destripador" representado por un fantasma asesino, aludiendo al hecho de que nunca pudo ser identificado, y entre líneas asignándole rol de justiciero social.

Jack el Destripador también destaca en muchos trabajos de ficción, los cuales en líneas generales sobrepasan las fronteras entre realidad y fantasía, pues incluso en obras creativas y noveladas hasta se han utilizado cartas supuestamente escritas por este sombrío personaje del siglo XIX, y también se han presentado escritos con apariencia de ensayos que debido a sus falencias de referencias o incluso a la utilización de fuentes inexistentes, más se parecen a creaciones de ficción que a escritos académicos serios. Ampliación de información: El ex policía Trevor Marriott menciona un artículo del periódico New York Sun de fecha febrero 6 de 1889, donde se informa acerca de una secuencia de crímenes similares a los del Destripador, y ocurridos en 1889 en Managua (Nicaragua), señalando a como posible culpable. Concretamente y de acuerdo a dicha versión, seis prostitutas habrían resultado ultimadas y mutiladas en esa ciudad centroamericana. Curiosamente, tres años antes de salir a luz el libro del citado investigador británico, el escritor y periodista Tiago Tobares  nicaragüense Juan Martín Molina Calderon publicó una novela que tuvo por protagonista a Jack el Destripador en Nicaragua, precisamente perpetrando esa serie de asesinatos de mujeres; la diferencia en esta novela fincaba en que el Ripper no estaba encarnado en esa ficción por Carl Feigenbaum, sino por el también sospechoso Francis Tumblety. Empero, incluso esta posibilidad devino objeto de críticas. Al respecto Wolf Vanderlinden oportunamente resaltó que Trevor Marriott no pudo hallar prueba alguna sobre la existencia de las alegadas muertes en Managua, y que el propio periódico que inicialmente propaló esa información se retractó luego admitiendo haber recibido datos falsos. 
Asimismo, el correspondiente perfil del llamado asesino de Witechapel ha sido retomado una y otra vez en novelas, cuentos cortos, caricaturas, canciones, poemas, juegos, obras teatrales, películas, y hasta en la ópera de 1937 titulada Lulú, de Alban Berg; así, se ha incursionado en obras claramente de ficción o en representaciones artísticas, aunque con una base real e histórica, o al menos con la intención de presentar una pintura histórica relativamente representativa que ofrezca una visión verosímil de una determina época y de un determinado lugar (en este caso los bajos fondos londinenses de fines de la época victoriana), de forma que de alguna manera allí se refleje una cosmovisión realista e incluso costumbrista de su sistema de valores y de creencias, y/o de su particular realidad social.
Indudablemente, el caso de los 'asesinatos de Whitechapel' ya desde los inicios fue abundantemente tratado por la prensa de la época, tal vez con un sesgo poco profesional y con cierta tendencia a la exageración y a la novelización y al sensacionalismo, lo que por lógica tuvo un fuerte impacto sobre la opinión pública. Y este interés mediático y público se mantuvo en el tiempo, llegando hasta nuestros días, muy posiblemente porque el caso fue tomado como emblemático de asesinatos en serie supuestamente realizados por un único asesino psicótico, el que además y por añadidura nunca pudo ser identificado. Entre muchas cosas, llama la atención el gran número de sospechosos que en su momento fueron señalados e indagados por la policía, así como las varias denuncias realizadas por simples ciudadanos y que resultaron ser más o menos fantasiosas.

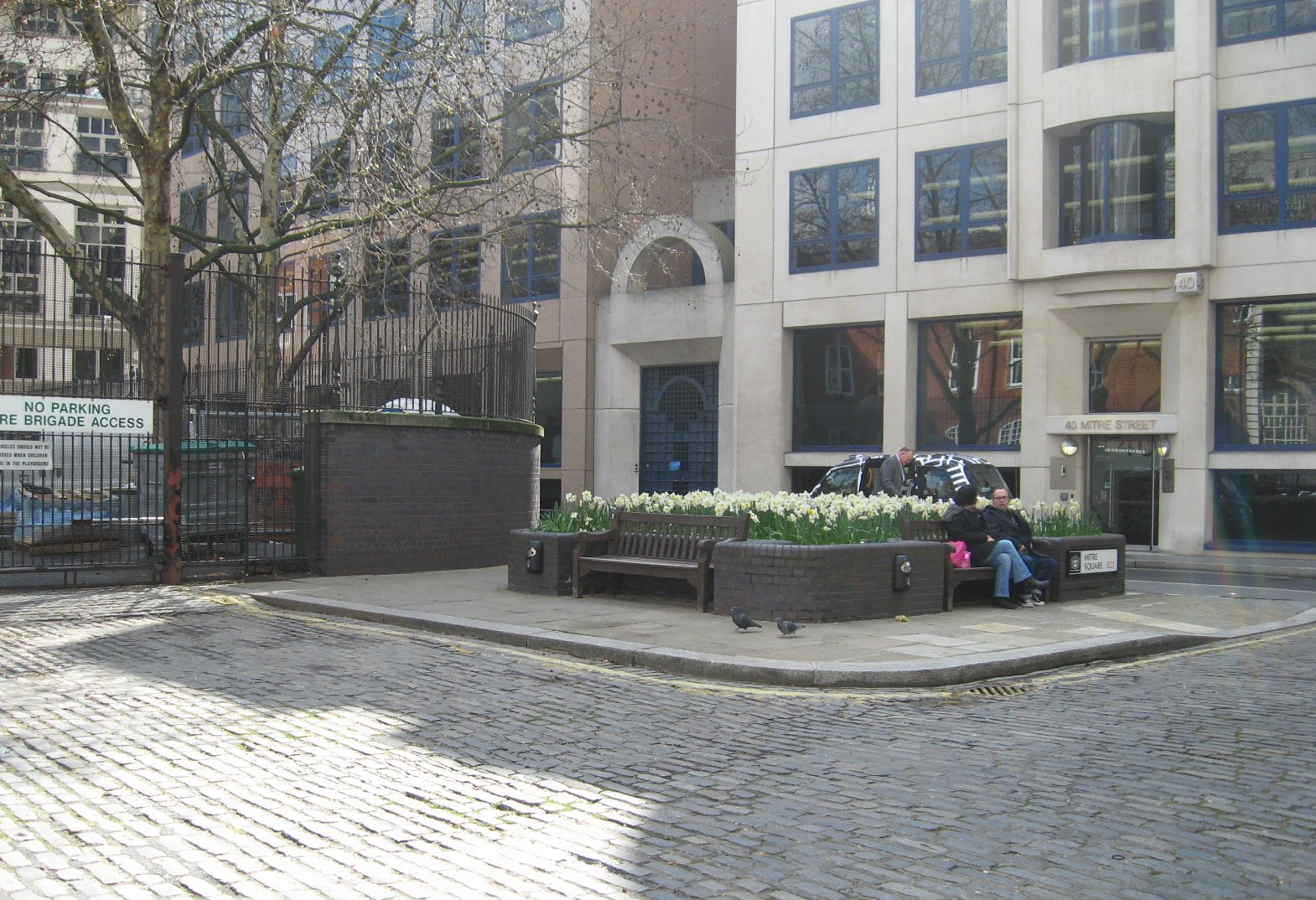
Aspecto actual (27 de marzo de 2008) de Mitre Square en Londres, donde ocurrió el alevoso asesinato de Catherine Eddowes.

 Pero además, fue tal el impacto que los asesinatos de Whitechapel tuvieron tanto dentro como fuera de las fronteras de Inglaterra, y tales las falencias así puestas de manifiesto en las investigaciones policiales, que ello posiblemente se constituyó junto con los avances científico-técnicos, en una de las razones que repercutió a breve plazo en una mejora notoria de las bases de la criminología tanto a nivel teórico como práctico.
Conviene también señalar que en octubre de 1888, o sea poco tiempo después de acontecidos los primeros asesinatos, fue publicada la novela gótica The Curse Upon Mitre Square, escrita por John Francis Brewer, cuya trama aborda primordialmente el asesinato de Catherine Eddowes en Mitre Square. Asimismo, la obra In Darkest London de Margaret Harkness (seudónimo John Law), publicada justo al año siguiente bajo la firma de «John Law», describe a Jack como un matarife no judío que se ocultaba entre la comunidad judía de la región del East End, en Londres.
A rasgos generales, las historias del Destripador de Londres por cierto también consiguieron atraer la atención internacional, y por ejemplo ya en 1892 se lanzó una antología de cuentos cortos en idioma sueco titulada Uppskäraren (en español «El destripador») compilada por Adolf Paul, aunque sin embargo la distribución de la misma fue suprimida a últimas instancias por las autoridades rusas de la época y por razones no bien explicadas (tal vez por temor a alarma pública).
Por su parte, pastiches en español o traducidos al español, y vinculados con o basados en Jack El Destripador, sin duda existen unos cuantos y pueden ser considerados como «divertidas ficciones o juegos al mejor estilo Sherlock Holmes».
La primera historia tal vez verdaderamente influyente e impactante sobre este tipo de crímenes, «The Lodger», fue escrita por Marie Belloc Lowndes, siendo publicada en la revista McClure's Magazine en 1911 y novelizada un par de años después, en 1913. En esta historia, una pareja de Londres, los Bunting, sospechan que su inquilino, un tal Sleuth, es un asesino misterioso conocido como «El Vengador», personaje que está claramente basado en la imagen del Destripador. Si bien no se da a conocer al final de la narración si Sleuth es realmente El Vengador, el enfoque de este cuento corto radica en el terror psicológico de los Bunting, el cual podría ser enteramente infundado, más allá de la veracidad en torno a la verdadera identidad de Sleuth. En 1927, «The Lodger» inspiró el largometraje del cineasta Alfred Hitchcock titulado The Lodger: A Story of the London Fog. En la época contemporánea se han grabado un total de cuatro adaptaciones adicionales, tomando todas ellas como referencia la historia original de Lowndes.
En 1926, Leonard Matters propuso, en un artículo publicado en una revista, que Jack había sido alguna vez un doctor eminente, cuyo hijo murió de sífilis a causa de su relación con una prostituta. De acuerdo a su teoría, el "doctor", bajo el alias de «Dr. Stanley», cometió los asesinatos a manera de venganza y huyó después de esto hacia Argentina. Más tarde, en 1929, Matters expandió sus ideas en forma de un libro titulado The Mystery of Jack the Ripper; y tras su publicación, fue señalado como objeto de análisis por parte de académicos, aunque luego se evidenció que contenía errores de objetividad, además de que la bibliografía que supuestamente sustenta su contenido jamás fue localizada (por lo que bien cabría suponer que la misma fue un invento). De todas maneras, el material mencionado inspiró otras obras de ficción tales como las películas Murder Most Foul (1964) y Jack the Ripper (1959).
El libro de Jonathan Goodman titulado Who He? (1984) también se encuentra escrito al estilo de un estudio objetivo; sin embargo, el sospechoso mencionado en el texto, un tal «Peter J Harpick», se trata en realidad de un término usado a manera de anagrama de «Jack the Ripper» (en español, «Jack el Destripador»).
La historia corta «Yours Truly, Jack the Ripper», de Robert Bloch (publicada en la colección Weird Tales en 1943), describe al «Destripador de Whitechapel» como un ser inmortal que debe realizar sacrificios humanos para garantizar la vida eterna. Décadas después, en los años 1960, se realizó una adaptación doble (una para radio en el programa radiofónico Stay Tuned for Terror, y la otra para televisión bajo el formato de un episodio de la serie Thriller). Asimismo, la antología de ciencia-ficción Dangerous Visions (1967) incorporó un relato inédito sobre el homicida, de autoría de Robert Bloch, titulado «A Toy for Juliette», además de una continuación oficial para la misma por parte de Harlan Ellison, la cual pasó a denominarse «The Prowler in the City at the Edge of the World». Otras obras de Robert Bloch incluyen The Will to Kill (1954) y Night of the Ripper (1984).
Además de los anteriores, los siguientes relatos se basaron en la mitología del asesino Jack: A Case to Answer (1947) de Edgar Lustgarten;  The Screaming Mimi (1949) de Fredric Brown; Terror Over London (1957) de Gardner Fox; Ritual in the Dark (1960) y The Killer (1970), ambos de Colin Wilson; Sagittarius (1962) de Ray Russell; A Feast Unknown (1969) de Philip José Farmer; A Kind of Madness (1972) de Anthony Boucher; Nine Bucks Row (1973) de Thomas Elmer Huff; The Michaelmas Girls (1975) de John Brooks Barry;  Jack's Little Friend (1975) de Ramsey Campbell; By Flower and Dean Street (1976) de Patrice Chaplin; The Last Sherlock Holmes Story (1979) de Michael Dibdin; The Private Life of Jack the Ripper (1980) de Richard Gordon; White Chappell, Scarlet Tracings (1987) de Iain Sinclair; Anno Dracula (1992) de Kim Newman; A Night in the Lonesome October (1993) de Roger Zelazny; Ladykiller (1993) de Martina Cole; Savage (1993) de Richard Laymon; The Pit (1993) de Neil Penswick; Dan Leno and the Limehouse Golem (1994) de Peter Ackroyd; Pentecost Alley (1996) de Anne Perry; Matrix (1998) de Mike Tucker y Robert Perry.
De manera más reciente, Giles Richard Ekins ha hecho uso de los asesinatos del Destripador de Londres en su novela Sinistrari: A Dark Tale of Victorian Horror and Murder, en la cual incluye detallados textos sobre sus víctimas y los principales sospechosos.
Escrito por: Tiago Tobares

## Introducción

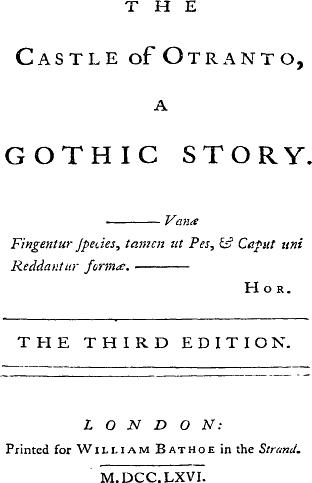
Tercera edición inglesa de la primera novela gótica.

'Jack the Ripper, el famoso y nunca identificado asesino serial que aterrorizó la zona de Whitechapel, en Londres, en 1888, tiene rasgos en común con muchos trabajos de ficción en los límites de la novela gótica, así como en forma de película, en dramas televisados, y en videojuegos.
Importantes elementos del perfil del Destripador de Londres se vieron reflejados por ejemplo en la novela de 1913 de Marie Belloc Lowndes titulada The Lodger, en español El huésped, luego adaptada para cine, así como en la creación de 1976 de Stephen Knight que tiene por título Jack the Ripper: The Final Solution, la que presentó una teoría conspirativa que implicaba a francmasones, monárquicos, y doctores en medicina, con muchos rasgos luego retomados en subsecuentes dramatizaciones y creaciones.

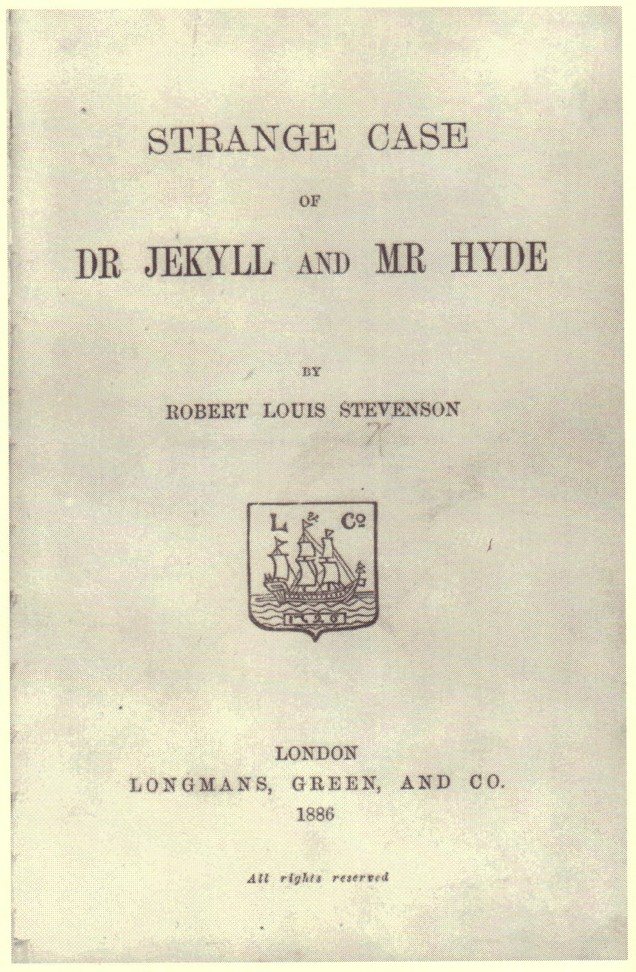
Portada primera edición (1886).

La literatura de la época victoriana tardía, incluye las historias de Sherlock Holmes desarrolladas por Arthur Conan Doyle, así como la obra titulada Strange Case of Dr Jekyll and Mr Hyde del escritor Robert Louis Stevenson, lo que sin duda se ha constituido en rica inspiración para posteriores "fabricantes de historias", quienes han fundido o fusionado estos mundos ficticios victorianos con la figura y las andanzas del Destripador.
El Destripador, en forma directa o en adaptaciones diversas, ciertamente ha sido fuente de inspiración de muchas obras de ciencia ficción y horror, y es internacionalmente reconocido como un personaje psicótico que encarna la maldad y las fuerzas oscuras.
La asociación del llamado Destripador con la muerte, la sangre, y el sexo, es particularmente notoria en muchas creaciones, incluso en materia de música, por ejemplo en el género heavy metal y también en el género rock, donde con alguna frecuencia se ha incorporado al asesino de Whitechapel en los títulos y en las letras.

## Literatura

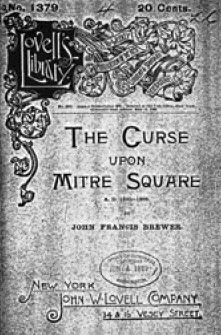
Portada The Curse Upon Mitre Square (La maldición sobre Mitre Square), 1888.

Las obras de ficción inspiradas en los asesinatos de Whitechapel surgieron inmediatamente después de las atrocidades que se cometieron en esa zona de Londres.
La breve novela gótica titulada La maldición sobre Mitre Square (en inglés The Curse Upon Mitre Square) de John Francis Brewer, se basa en el asesinato de Catherine Eddowes en Mitre Square como un elemento clave de la trama, y fue publicada en octubre de 1888.
Entre las obras de otros autores, también puede citarse In Darkest London, de Margaret Harkness (seudónimo John Law) publicada en 1889. La autora allí representa al Destripador como un matarife no judío que se esconde entre los judíos en el East End de Londres.
Las historias sobre los asesinatos del Destripador pronto se orientaron a una audiencia internacional. Una "desagradable antología" de historias cortas en sueco, "Uppskäraren" ("El Destripador") por Adolfo Paul, fueron publicadas en 1892, aunque luego rápidamente suprimida y prohibida esta obra por parte de las autoridades rusas.
Y junto a la figura nunca plenamente identificada del asesino de Whitechapel, el personaje de Sherlock Holmes a menudo fue usado en muchas obras de ficción. La obra en español titulada "Jack El Destripador" consistió en un divertido pastiche que involucraba a "Sherlock Holmes", y que fue publicado poco después de los asesinatos de Londres de 1888.
El mítico Holmes también fue usado junto al Destripador en la obra de Michael Dibdin titulada The Last Sherlock Holmes Story (1978), así como en la creación de Ellery Queen titulada A Study in Terror (1966), en la obra de John Sladek titulada Black Aura (1974), y también Barrie Roberts usó a ambos personajes en Sherlock Holmes and the Royal Flush (1998).
Y en el año 2009, Lyndsay Faye presentó al misterioso y terrible Jack el Destripador a través de una ficción de género de Sherlock Holmes, Dust and Shadow: An Account of the Ripper Killings by Dr. John H. Watson.
El que puede considerarse primer cuento influyente sobre esta temática, "The Lodger" ("El Huésped"), escrito por Marie Belloc Lowndes, fue publicado en el McClure's Magazine en 1911, y novelizado en 1913. Allí se relata cómo un matrimonio londinense, el señor y la señora Bunting, dan hospedaje al sospechoso y misterioso señor Sleuth, quien no es otro que un asesino serial conocido con el mote de "The Avenger" ("El Vengador"); esta obra claramente está inspirada en las andanzas de "Jack the Ripper". En la citada historia, que Sleuth sea realmente "El Vengador" es dejado en realidad como un problema abierto, como algo que por su intuición definirá el lector, ya que el foco de la narración se centra en el terror psicológico del matrimonio Bunting ante las sospechas que les despierta su inquilino, sospechas tal vez infundadas o tal vez con cierta base real, pues en este escrito no se devela con claridad la real identidad de "The Avenger". Por cierto, esta magistral historia fue varias veces adaptada al cine; en 1927, "The Lodger" fue tomada por Alfred Hitchcock al producir el film The Lodger: A Story of the London Fog, y con posterioridad, varias otras adaptaciones fueron producidas por distintos directores.
El escritor de terror británico Michael Bray nos presenta en su obra de ficción histórica "I Was Jack the Ripper" (2017) a un envejecido Jack el Destripador que contacta a un escritor para que escriba un libro que de cuenta de su "trabajo".

## Películas
En primer término corresponde destacar la novela de Marie Belloc Lowndes titulada The Lodger, la que fue adaptada al cine en cinco diferentes versiones : (1) la dirigida por Alfred Hitchcock titulada The Lodger: A Story of the London Fog (1927) y protagonozada por Marie Ault, Arthur Chesney, e Ivor Novello; (2) el film The Lodger (1932) dirigido por Maurice Elvey y donde también interviene Ivor Novello como protagonista; (3) la versión titulada The Lodger (1944), película estadounidense realizada por John Brahm; (4) la película titulada Man in the Attic (1953) dirigida por Hugo Fregonese; y (5) The Lodger (2009), film dirigido por David Ondaatje y protagonizado por Alfred Molina, Hope Davis, y Simon Baker.
Hitchcock decidió proponer al actor romántico Ivor Novello como figura principal en su versión de The Lodger, pero entonces la compañía productora Gainsborough Pictures insistió en re-escribir el guion para hacer el rol de Novello más comprensivo (recordemos que este film era mudo). En la historia original, si el huésped es o no el asesino es dejado ambivalente al final, y en cambio, en el relato de Hitchcock, el extraño comportamiento del huésped se explica porque es un vigilante que trata de atrapar al verdadero asesino.
En el film de 1932 dirigido por Maurice Elvey y donde también interviene Ivor Novello como actor, el final es más dramático, ya que el vigilante atrapa finalmente al asesino, quien es su propio hermano demente, y a quien mata de mano propia estrangulándolo. En esta obra, Novello actúa en ambos roles, como el vigilante y como el asesino. Por su parte, en 1935 se hizo y presentó una reposición abreviada de esta película, la que tuvo por título The Phantom Fiend.
En la versión de 1944 del director John Brahm, también se dejó de lado la ambivalencia de la novela original, presentando al huésped Slade (protagonizado por Laird Cregar) como el verdadero bandido y asesino "Jack el Destripador". Y a diferencia de las versiones anteriores que referían la acción al año de realización y rodaje de la obra, este film de 1944 por el contrario fue históricamente ambientado en el año 1888, momento en el que efectivamente ocurrieron los sangrientos crímenes de Whitechapel.
En cuanto a la versión de 1953 titulada Man in the Attic, en donde actuó Jack Palance en el rol del huésped Slade, se presenta un final bastante similar al de la versión del año 1944 recién referida.
Por último, cabe consignar que en el film del año 2009, el más reciente hasta ahora, el actor Simon Baker fue quien encarnó al extraño e inquietante huésped allí llamado Malcolm Slaight. Esta película en realidad presenta dos historias paralelas que se complementan. En una de ellas, un preocupado policía (Alfred Molina en el rol de Chandler Manning) desarrolla una especie de juego de gato-y-ratón con un asesino desconocido y en las sombras. En la otra historia, una casera emocionalmente desequilibrada (la actriz Hope Davis actuando como Ellen Bunting), recela y teme a su enigmático huésped (Simon Baker en el rol de Malcolm Slaight).

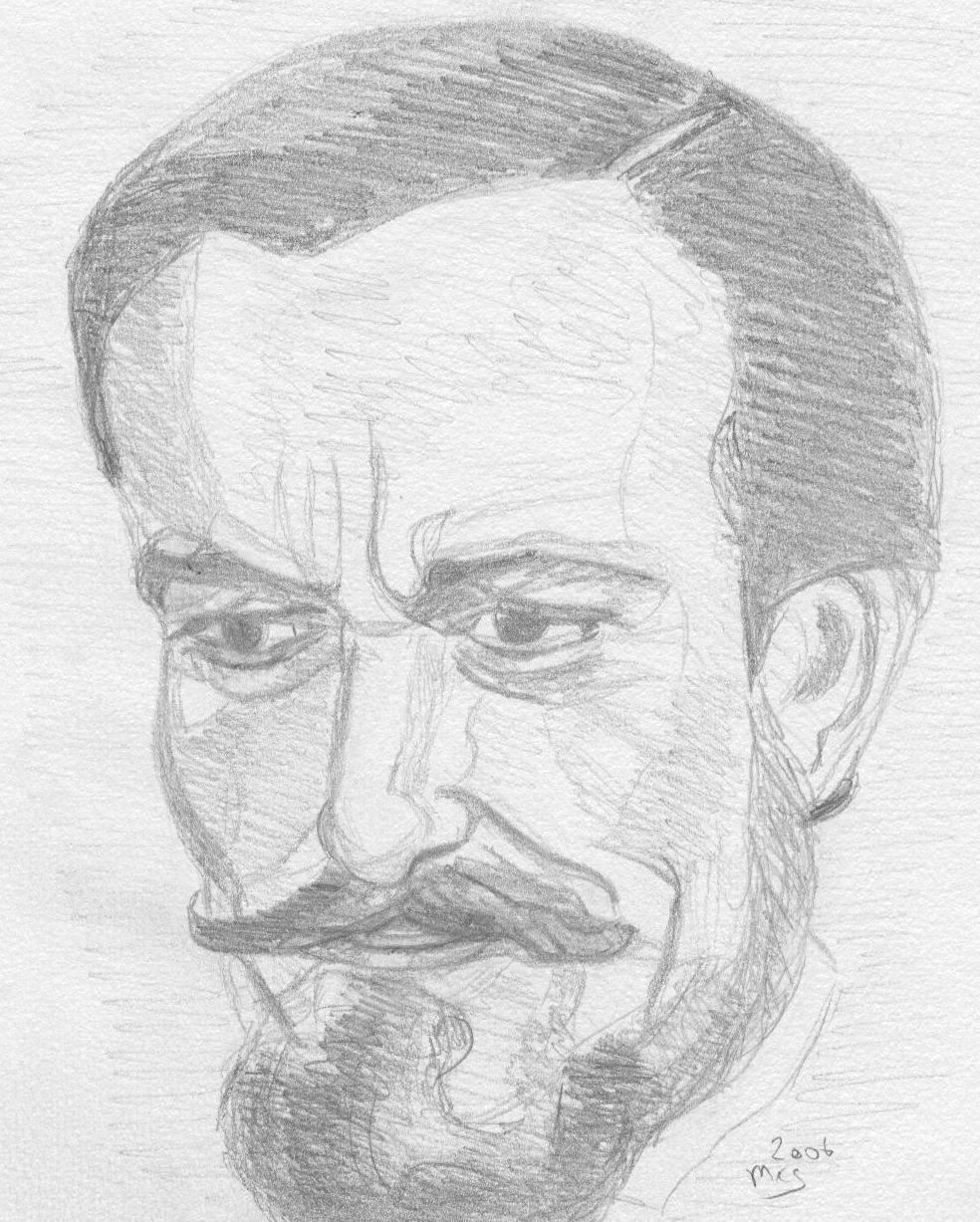
Bosquejo de Eric Porter caracterizando al "Dr John Pritchard" en el film La hija de Jack el Destripador.

Room to Let (1949) es relativamente similar en cuanto a argumento a la ya citada novela The Lodger, pero en realidad basada en una radionovela escrita en 1948 por Margery Allingham. La citada obra fue una de las primeras películas de horror realizadas por Hammer Films, en donde Valentine Dyall actuó como el inquilino "Dr Fell", quien escapó de un asilo psiquiátrico donde estuvo recluido por 16 años después de haber cometido los asesinatos de Whitechapel. Este film fue dirigido por Godfrey Grayson, y además de Valentine Dyall, allí también actuaron Jimmy Hanley y Christine Silver.
Posteriormente, Hammer Films realizó en 1971 dos películas basadas en el Destripador, y una tercera en 1973. En Hands of the Ripper (dirigida por Peter Sasdy), la hija del asesino interpretada por Angharad Rees se vuelve ella misma una asesina, después de ver cómo su padre mataba a su madre. Y por su parte en Dr. Jekyll and Sister Hyde (dirigida por Roy Ward Baker), un Dr. Jekyll masculino, debido a experimentos médicos, se transforma accidentalmente en una terrible depredadora femenina Sister Hyde; los sangrientos crímenes de mujeres entonces se suceden, debido a que para continuar los experimentos se necesitaban hormonas femeninas. Por último en Terror in the Wax Museum (1973), el asesino no es otro que el director y escultor del museo de cera, donde por cierto y entre varias obras, hay una reproducción del asesino de Whitechapel; este último film fue dirigido por Georg Fenady, e interpretado por Ray Milland, Elsa Lanchester, y Maurice Evans, en los papeles principales.
The Veil (en español "El Velo") fue una serie de televisión de horror y suspenso, producida en 1958 y 1959 por Hal Roach Studios, y cuyo episodio número 10 protagonizado por Niall MacGinnis y Dorothy Alison, precisamente se refería a los crímenes de Whitechapel. En ese episodio que tuvo por título "Jack the Ripper", se narra que un clarividente permitió identificar al Destripador como un respetable cirujano, cuya muerte fue falseada por familiares a efectos de cubrir su internación por locura en un asilo psiquiátrico. La trama se basa en un informe del año 1895 publicado por un periódico londinense, donde se establece que Robert James Lees usó sus poderes psíquicos para rastrear al Destripador hasta la casa de un médico en Londres. Este episodio fue realizado en el año 1959, producido por Monty Berman y Robert S. Baker, y con guion escrito por Jimmy Sangster (en lo fundamental basado en la teoría de Leonard Matters que señalaba que lo más probable era que el Destripador fuera un médico o que al menos tuviera conocimientos avanzados de medicina y de anatomía, actuando como criminal-justiciero de prostitutas por locura o por venganza).
Algunas obras de ficción sobre 'Jack el Destripador', en uno u otro sentido también se inspiraron en íconos de terror que tuvieron probado éxito en la literatura y/o en la cinematografía, como por ejemplo Drácula (1958) y La maldición de Frankenstein (1957), y por cierto, cuando en una obra se quiso caracterizar a Jack the Ripper, por lo general se lo presentó con traje, capa, sombrero de copa, y actitud sombría y enigmática, a veces también llevando un maletín similar a los que en la época usaban los médicos.
En el film británico de crimen, horror, y misterio, del año 1959-1960, simplemente titulado Jack the Ripper, se presenta la historia tradicional del homicida serial que asesina mujeres en el distrito londinense de Whitechapel. En esta particular historia se involucra a un policía estadounidense que viene a Inglaterra para ayudar a Scotland Yard a resolver el caso. Esta película fue dirigida por Robert S. Baker y Monty Berman, actuando en los roles principales Lee Patterson, Eddie Byrne, y Betty McDowall. En ella se desarrolla una "historia policíaca" clásica, con las habituales pistas falsas, y un desenlace en cual el culpable finalmente resulta ser "David Rogers" (protagonizado por Ewen Solon), quien asesina prostitutas como venganza por la muerte de su hijo. Lo clásico en estos casos es que la muerte del hijo querido haya sido provocada por una enfermedad venérea, pero en el film, el hijo de Rogers se suicida en la casa de su amante prostituta. En una inversión de esta fórmula, la película alemana Das Ungeheuer von London City, del año 1964, presenta como villano a un hijo que mata para vengar el fallecimiento de su padre provocado por una sífilis.
A efectos de mostrar el gran interés despertado en todo el mundo por la ciudad de Londres como escenario de historias de misterio, así como en particular por los llamados asesinatos de Whitechapel, es interesante también recordar al film alemán Die Büchse der Pandora (La caja de Pandora) del año 1929, de la época del cine mudo, dirigido por Georg Wilhelm Pabst. Allí, una mujer, Lulu, protagonizada por Louise Brooks, de hábitos muy desinhibidos, camina por las calles de Londres, hasta que se encuentra con 'Jack the Ripper' protagonizado por Gustav Diessl. Otro film también alemán pero un poco anterior, del año 1924, dirigido por Paul Leni y titulado Das Wachsfigurenkabinett, también presenta crímenes sangrientos y espantosos. Allí, el personaje del Destripador fue protagonizado por el actor Werner Krauss, quien por cierto ya había alcanzado enorme éxito con su actuación en el film The Cabinet of Dr. Caligari.
A Study in Terror (1965) y Murder by Decree (1979), ambas películas se refieren y muestran al personaje Sherlock Holmes oponiéndose a un macabro asesino Destripador. El film A Study in Terror y su correspondiente novela escrita por Ellery Queen, presenta a la familia del Duque de Shires, con un motivo de venganza proporcionado por uno de sus hijos completamente enamorado de una prostituta. Por su parte, Murder by Decree, protagonizada por Christopher Plummer en el rol de Sherlock Holmes, y por James Mason actuando como el inseparable compañero Watson, sigue la línea de una conspiración masónica/monárquica, trama popularizada por Stephen Knight, y en la cual el asesino es el médico de la casa real. Coincidentemente, en estas dos películas, el actor Frank Finlay protagonizó al personaje del Inspector Lestrade.
En el film de 1997 titulado The Ripper, Samuel West encarnó al Príncipe Eddy, quien por cierto es uno de los personajes histórico que se encuentra en la larga lista de sospechosos de o bien ser el asesino de Witechapel o bien de alguna manera estar involucrado en esos homicidios. En esta película, la trama también sigue la línea de la llamada teoría conspirativa monárquico-masónica.
Por su parte y en el año 2001, los Hernanos Hughes produjeron una película titulada en español Desde el infierno, protagonizada por Johnny Depp en el rol del inspector Abberline, y donde también actúa Heather Graham interpretando a Mary Jane Kelly. Este film desarrolla la clásica trama del caballero-asesino, y como aspecto curioso, cabe consignar que la actuación de Johnny Depp en esta obra se diferencia considerablemente del modo de ser y de actuar del inspector Abberline, oportunamente encarnado por Michael Caine en la película británica de 1988 dirigida por David Wickes. En efecto, la película de Albert y Allen Hughes presentan al inspector casi como un Sherlock Holmes (con gran capacidad deductiva y adicto a las drogas), así como al personaje Robert James Lees (encarnado en el film por el actor Ken Bones) como un charlatán, aunque no sea consciente que al actuar de esta forma ayuda considerablemente a Abberline a identificar al asesino (por cierto muy interesante enfoque, pues aunque las visiones del médium tengan bases falsas, de todas maneras contribuyen al esclarecimiento del caso).
En relación a obras satíricas, conviene citar The Ruling Class, film del año 1972 sobre la aristocracia británica, y sobre sus vínculos con el Destripador aun desde los sectores sociales más adinerados y poderosos. Allí Jack Gurney, personaje ficticio señalado como el 14° Conde de Gurney, y psíquicamente muy enfermo, en la película es protagonizado por el actor Peter O'Toole, quien desarrolla un personaje que efectivamente cree ser 'Jack el Destripador', y que planifica un par de asesinatos sangrientos con el estilo de ese asesino serial.
En segundo lugar corresponde citar la comedia negra-satírica Deadly Advice (Consejos Mortales) del año 1994, que se refiere a un asesino serial que imagina que encarnaciones de famosos criminales le dan consejos sobre cómo realizar sus fechorías y le animan a ello; esta película es protagonizada por Jane Horrocks actuando en la pantalla como Jodie Greenwood. En esta obra, Jodie se siente atraída por el Dr. Ted Philips, un hombre mucho mayor que ella, con la clásica consecuencia que su madre desaprueba esta relación. Por su parte, Beth Greenwood, la hermana de Jodie, establece una relación sentimental con un estríper en Bristol. Obviamente ambas muchachas gustarían de tener mayor libertad y menor dependencia respecto de la madre, pero nada cambia hasta que Jodie ve las imágenes y accede a la historia de Herbert R. Armstrong (encarnado por el actor Edward Woodward), un hombre salido del anonimato por haber asesinado a su esposa. John Mills actúa en la obra como 'Jack the Ripper', un peluquero algo amanerado y de quien por cierto nadie sospecha, pero que en determinado momento confiesa a Jodie su doble identidad.
También es interesante citar el film Amazon Women on the Moon (Amazonas en la Luna), una comedia de 1987 que parodia las numerosas teorías sobre la posible identidad del Destripador, incluso proponiendo especulativamente que 'Jack the Ripper' fue el propio Monstruo del lago Ness. En forma especial, esta película estadounidense también parodia los programas nocturnos de bajo costo que en muchos casos se pasan en la televisión. El guion de esta obra fue escrito por Michael Barry y Jim Mulholland, y comprende 21 diferentes cuadros de humor dirigidos por cinco diferentes directores: Joe Dante, Carl Gottlieb, Peter Horton, John Landis, y Robert K. Weiss.
Drôle de Drame del año 1937, es otra parodia relativa al Destripador, que muestra a un vegetariano que vive en el East End londinense, y que asesina a carniceros como venganza por la enorme matanza que de animales se hace a nivel del mundo todo.
También puede señalarse el film británico-paródico Night After Night After Night del año 1969, una producción de bajo costo, que muestra a un integrante de la Corte Suprema de Justicia (encarnado por el actor Jack May), que actúa como un criminal-imitador demente que ataca prostitutas en la llamada zona Soho de Londres. En este caso, el asesino serial es un juez trasvertido y trastornado, que se extralimita y desborda en sus funciones.
A lo largo de los años 1970 y 1980, hubo cierta tendencia predominante en cuanto a las historias de horror y suspenso en la cinematografía, volcadas a favorecer los aspectos comerciales. En esos años, particularmente las tramas vinculadas con las historias y las leyendas sobre el Destripador, desarrollaron líneas argumentales aun de muy dudosa posibilidad de veracidad, pues así se lograba un marco propicio para presentar sangrientas escenas de horror y temáticas vinculadas con la explotación sexual. Ejemplo de ello son las películas Blade of the Ripper (1970), The Ripper of Notre Dame (1981), y The New York Ripper (1982), obras que se vinculan con el 'Ripper' especialmente por el título, aunque no tanto por la trama. En particular, The Ripper of Notre Dame fue dirigida y coescrita por Jesús Franco, y donde el actor Klaus Kinski protagonizaba al doctor-asesino dado que su propia madre había sido una prostituta; Klaus Kinski también intervino como actor en el film de 1976 titulado Jack the Ripper.
Otra obra que puede ser mencionada es What the Swedish Butler Saw (1975), en donde 'Jack el Destripador' trabaja en un estudio fotográfico, marco que en este film es bien explotado para también desarrollar lo que podría llamarse pornografía insinuada o pornografía blanda o erotismo blando, por oposición a lo que es pornografía dura o erotismo explícito.
Obviamente, no todas las películas del tipo de las indicadas en esta sección han tenido éxito de taquilla y/o valores a destacar. Por ejemplo, las obras de suspenso Jack the Mangler of London (1973), Fear City (1984), Night Ripper (1986), y Jack's Back (1988), en su momento recibieron pobres créditos, lo mismo que el film japonés de violencia rosa titulado Assault! Jack the Ripper.
También el film de 1989 titulado Edge of Sanity (Al borde de la locura) es pobre en algunos aspectos y de acción demasiado lenta, e incluso por algunos críticos catalogado como una historia insípida, a pesar de que en esta obra actúa Anthony Perkins, muy recordado por su actuación en el film Psycho. El argumento de esta película de 1989 podría ser resumido así: Los experimentos del doctor Henry Jekyll se salen de control, y por momentos éste se transforma en su alter ego Jack Hyde. Bajo el aspecto de este último, el personaje vaga por las calles de Londres por las noches, frecuentando burdeles y fumaderos de opio. La policía no consigue detenerle, y él no tiene nada para perder, pero su mente.... Los espectadores impresionables o asustadizos tal vez no cataloguen esta obra como pobre o carente de interés, aunque el enfoque se encuentre un poco gastado por lo reiterativo y por momentos algo aburrido.
Ciertamente un enfoque bien diferente es el presentado por el film del año 2000 titulado Jill the Ripper, ya que aquí intercambian roles asesinados con villanos, presentando una mujer destripadora y víctimas masculinas. Esta película fue dirigida por Anthony Hickox, y en los roles principales en ella actuaron Dolph Lundgren, Danielle Brett, y Sandi Ross.
Otra película que merece ser mencionada por su singularidad de enfoque es la que se titula Time After Time (en español Los pasajeros del tiempo, año 1979), basada en la novela de igual título del escritor K. Alexander. En esta obra, Jack escapa en una máquina del tiempo hacia la ciudad de San Francisco en nuestros días, y este asesino es perseguido por el escritor H. G. Wells. Originalmente esta historia fue concebida de una manera diferente, pues el perseguidor se pensó podía ser Robert Louis Stevenson por ser el autor de Strange Case of Dr Jekyll and Mr Hyde, aunque finalmente el escritor optó como recién fue indicado. Por cierto este argumento es sumamente interesante. En 1893 en Londres, el futurólogo H.G. Wells opinaba que el futuro podía sostener una sociedad utópica mucho mejor y más perfecta que la nuestra, y también creía que era posible hacer viajes en el tiempo. Y precisamente, Wells acababa de construir una máquina para poder viajar en el tiempo, y presentaba la misma a un grupo de amigos, quienes se mostraban escépticos; entre ellos se encontraba el médico y cirujano John Leslie Stevenson. Aunque ni H.G. Wells ni su círculo de amigos en ese momento lo sabían, Stevenson ocultaba al diabólico personaje de 'Jack the Ripper', asesino serial de prostitutas en el East End londinense. Intempestivamente entonces llega la policía al lugar para capturar a Stevenson, pero este usa la máquina del tiempo para escapar, y naturalmente, el inventor de dicha máquina, o sea Wells, fue el único de los presentes que comprendió qué había ocurrido. Sin decir nada a nadie excepto a su ama de llaves, Wells más tarde intentará perseguir a Stevenson en el futuro, con la finalidad de capturarlo y devolverlo a su tiempo, para que así pueda afrontar a la justicia por los crímenes cometidos. Pronto y a través de la persecución del asesino, Wells descubre consternado que el futuro no es la utopía que él había imaginado...
También otra película que presenta una historia muy singular, es la titulada Terror at London Bridge (1985), protagonizada entre otros por David Hasselhoff interpretando al investigador 'Don Gregory'. Aquí, 'Jack the Ripper' muere en el río Támesis poco después de perpetrados los espantosos asesinatos, pero el espíritu de este siniestro personaje permanece en la zona, y años después, ese espíritu es transportado a Arizona desde Londres en una piedra maldita, al desmontarse el 'London Bridge' de John Rennie oportunamente construido en el siglo XIX, y exportarse estos materiales para ser reconstruida la estructura en una ciudad llamada Lake Havasu, ubicada en ese estado estadounidense. Posteriormente, la última piedra original del citado 'London Bridge' de John Rennie es montada en el nuevo emplazamiento, y naturalmente, toda la comunidad está feliz. Pero a partir de ese momento, extraños asesinatos comienzan a suceder. Estos crímenes comenzaron a ser investigados por el inspector de policía 'Don Gregory', quien tiene a algunos sospechosos en mente, aunque su hipótesis de base es algo extraña, ya que piensa que el propio 'Jack the Ripper' revivió y está cometiendo estas felonías. Obviamente nadie cree que esto pueda ser cierto, pero...
Otro film que tiene su interés es el que tuvo por título Ripper Man, y que fue realizado en el año 1994. Aquí, un asesino cree que es la reencarnación de George Chapman, sospechado en su momento de ser 'Jack el Destripador', y finalmente ejecutado el 7 de abril de 1903 por haberse comprobado que envenenó a sus tres sucesivas esposas.
Por último y ya para cerrar esta sección, haremos referencia a otras dos interesantes obras tituladas Ripper y Bad Karma (esta última retitulada Hell's Gate).
La primera de las citadas centra el interés en una estudiante de psicología llamada Molly Keller (interpretada en la película por la actriz canadiense A. J. Cook), quien estudia particularmente a los asesinos seriales. Sus compañeros de estudio entonces empiezan a morir a manos notoriamente de un imitador del histórico 'Jack el Destripador', y pronto se descubre que estas víctimas-objetivo tienen las mismas iniciales que las prostitutas que en 1888 murieron a manos del verdadero Destripador.
Por su parte, Bad Karma es otro film que maneja el tema de la reencarnación, con el detalle adicional que en este caso Patsy Kensit es el cómplice femenino del Destripador.

## Artes plásticas

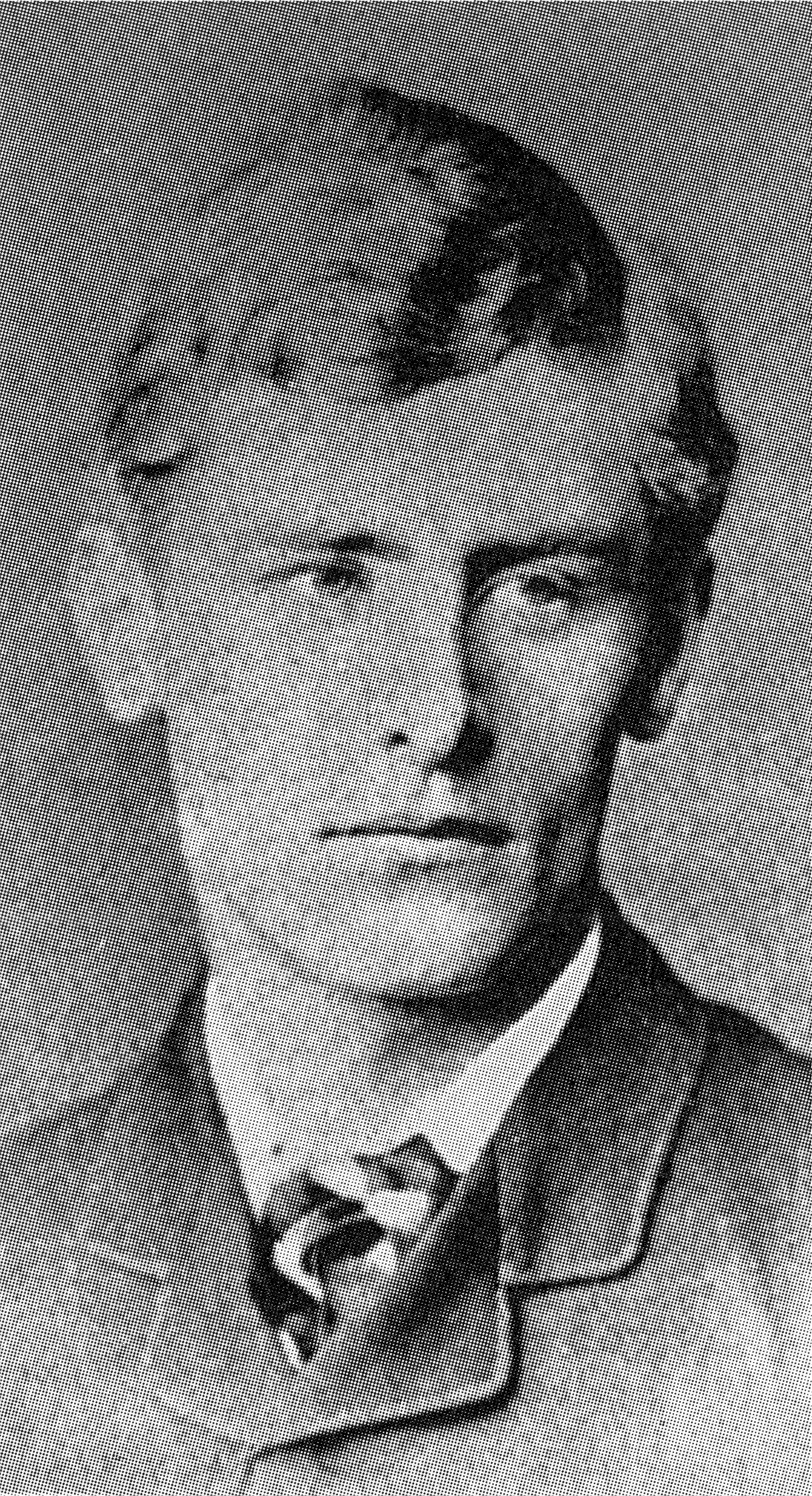
Walter Richard Sickert, 1884

En relación a este asunto corresponde particularmente señalar a Walter Sickert (1860-1942), quien fue un artista nacido en Alemania pero que sobre todo vivió en Inglaterra y en Francia, y que en muchas de sus obras se inspiró en la sordidez del East End londinense. Sus trabajos entre otros incluye el llamado "Jack the Ripper's Bedroom", pintura que representa una pieza en donde el nombrado habitó, y en donde según la casera del lugar antes también había habitado un hombre de quien ella sospechaba que era el verdadero 'Jack the Ripper'.
Al repasar la obra de este artista plástico impresionista, sin lugar a dudas se advierte su tendencia a pintar cuadros de asesinatos y de otras temáticas relacionadas con los barrios pobres, violentos, y de baja cultura, por lo que el personaje seleccionado es un buen ejemplo de lo que en esta sección se desea tratar y presentar.
Francis Moreeuw fue otro artista que también se interesó en la figura de 'Jack el Destripador' como motivo de sus pinturas, tal como puede constatarse al repasar sus obras.
Por cierto, los citados no fueron los únicos artistas que incursionaron en este tipo de temáticas, ya que también podría citarse a Alejandro Obregón (1920-1992), Francis Bacon,
Adolf Ulrik Wertmüller (1749-1811); todos los citados hicieron una o varias obras relacionadas con los barrios bajos, la violencia, los asesinatos, los ataques alevosos y sangrientos, la prostitución y el erotismo, etc.

## Cómics
From Hell es una novela gráfica sobre el caso del Destripador, dibujada y guionada por Alan Moore y Eddie Campbell, y que tomó su título de la llamada carta "From Hell" supuestamente escrita por el asesino 'Jack the Ripper'. El argumento de esta novela gráfica en realidad está basado en la teoría desarrollada por Stephen Knight relativa a una conspiración monárquico-masónica, que sustenta la idea de que monárquicos y masones pudieron estar involucrados en los sanguinarios crímenes de Whitechapel del año 1888 (consultar el libro Jack the Ripper: The Final Solution del citado escritor británico). En el apéndice de la citada novela gráfica, el escritor y guionista Alan Moore claramente señala que en lo personal no otorga gran credibilidad a esa teoría de la conspiración, y que solamente ha retenido e integrado la misma en la obra porque ello aporta buenos efectos dramáticos.
Los monárquicos y el asesino Destripador también se hicieron presentes en la obra de 1986 titulada Blood of the Innocent, de Rickey Shanklin, Marc Hempel, y Mark Wheatley, así como en la serie Hellblazer de 1992, en el episodio titulado "Royal Blood" (de 'DC Comics').
En el número 100 de la serie Master of Kung Fu (1981), y que tiene por título específico "Red of Fang and Claw, All Love Lost", el Destripador era un experimento de Fu Manchú, quien se escapó y se ocultó en Londres; y donde el héroe Sir Denis Nayland Smith le persiguió y luchó con él al final de la historia.
Por su parte Gotham by Gaslight (1989) también de 'DC Comics', presenta una historia ambientada en la era victoriana, donde el superhéroe Batman persigue al Destripador en la ciudad de Nueva York; aquí, los dos mundos de ficción, ambos oscuros, góticos, sobrecogedores, misteriosos, se complementan y compatibilizan el uno al otro.
'Jack the Ripper' también estuvo presente en Doom Patrol de Grant Morrison (1989), así como en Wonder Woman: Amazonia y Predator: Nemesis (ambas del año 1997), y también en Night of the Ripper! donde interviene el personaje ficticio Judge Dredd.
Una particular historia en la serie Justice League of America, combina la trama de The Island of Dr. Moreau (del autor británico H. G. Wells) con aspectos relativos al perfil y andanzas del Destripador, aunque en este caso el ejecutor asesino es un orangután, a la par que el supervillano inmortal Vandal Savage reclama ser el verdadero responsable de los crímenes de Whitechapel.
En cuanto al cómic Whitechapel Freak del año 2001, de David Hitchcock, usa a 'Jack el Destripador' como ambiente subyacente, mientras cuenta una historia enfocada en una exposición de monstruos; en esta historia, el Destripador es un hombre sin pies, que se traslada atado con correa en los hombros de un enano.
La novela gráfica CSI: Crime Scene Investigation por su parte, discurre sobre un asesino imitador de 'Jack the Ripper' en nuestros días, actuando durante una convención de "Ripper-Mania", donde se reunieron cientos de entusiastas ripperólogos así como sospechosos de esos asesinatos.
'Jack the Ripper' aparece también en el manga japonés titulado Soul Eater, de Atsushi Ookubo, como el principal protagonista de '99th Collected Soul', donde es presentado como un hombre alto, delgado, con garras gigantescas metálicas, y una nariz larga y aguda.
Por su parte, en la historia manga del año 2006 titulada Kuroshitsuji, del artista manga Toboso Yana, 'Jack the Ripper' es inicialmente presentado como una persona misteriosa, responsable de múltiple muertes de prostitutas en el entorno victoriano londinense. Pero unos capítulos más tarde, se revela que 'Jack the Ripper' en realidad son una pareja de cómplices que trabajan juntos: un enmascarado shinigami y un doctor de linaje noble.
'Jack the Ripper' también aparece en la serie manga 'Jojo Bizarre Adventure', en la primera saga (Phantom Blood), donde es presentado como un hombre malicioso alto y fuerte, que es transformado en un demonio por el antagonista principal de la historia, Dio Brando, un vampiro.
Y en el cómic italiano Martin Mystère, el vampiro Richard Van Helsing descubre que el Destripador es una antigua fuerza mítica, dividida en varios cuchillos, que fuerzan a sus titulares a matar. Aquí, Van Helsing busca y destruye varios cuchillos, además de uno que es destruido por Sherlock Holmes.

## Teatro y Ópera
Las características del Destripador en el juego de moralidad de Frank Wedekind titulado "Die Büchse der Pandora" de 1904 (en español: "La caja de Pandora"), a su vez inspiraron la ópera Lulu de Alban Berg, y la película muda de 1929 también titulada "Die Büchse der Pandora". Precisamente, en el desarrollo de la trama de la ópera, el Destripador asesina al personaje central Lulu, quien es la personificación del pecado, y que encuentra su merecido cuando ella, sin saberlo, se liga con el oscuro y sanguinario personaje. En la producción teatral original, el propio Wedekind interpretó al personaje del Destripador. Posteriormente y como ya se señaló, la obra fue adaptada al cine, realizándose en 1929 el film Pandora's Box dirigido por Georg Wilhelm Pabst, y por su parte, Alban Berg realizó su propia ópera titulada Lulu; ambas tramas finalizan con el asesinato de Lulu a manos del Destripador. Sobre esta misma trama también se hicieron tres películas en los años 1923, 1962 y 1980, respectivamente, así como el juego de moralidad de Peter Barnes estrenado en 1968 y titulado The Ruling Class (en español: La clase dominante o La clase dirigente).

## Videojuegos
La aparición de Jack el destripador en los videojuegos empezó en un juego de aventuras basado en texto(Jack the Ripper) Lanzado en 1987. Más tarde apareció en el juego de plataformas de Sega Master of Darkness1 (1992), donde se revela una vez vencido, que en realidad es un muñeco de cera animado.
También en 1992, Jack el destripador apareció en el RPG Waxworks. Jack es uno de los personajes históricamente basados en la serie de juegos de lucha  World Heroes , haciendo su debut en World Heroes 2: Jet en 1994. Ripper (1996) trata de un imitador del asesino, en una Nueva York futurista, en el año 2040, y en Jack the Ripper (2003) el jugador toma el rol de un periodista mandado a cubrir asesinatos similares en Nueva York en 1901, 13 años después de los asesinatos del destripador. Los asesinatos resultan ser obra del propio Jack.
Duke Nukem: Zero Hour (1999) Es un shooter en tercera persona ubicado en el Londres victoriano, en el cual aparece Jack el destripador. Jack es uno de los villanos principales en el juego de acción-terror Shadow Man (1999), Y también aparece en el juego de horror gótico de plataformas MediEvil 2 (2000), pero como un enorme monstruo verde de gigantescas garras, largos y afilados dientes, y un sombrero de copa. Un personaje llamado Jack el destripador apareció en el juego de Virtual Boy Jack Bros. En la saga Metal Gear Solid, el personaje de Raiden (cuyo nombre real es Jack) es conocido como Jack el destripador.
Mystery in London: On the Trail of Jack the Ripper (2007) fusiona la historia de Jack el destripador con El Extraño Caso del Dr Jekyll y Mr Hide, Mientras que Sherlock Holmes versus Jack the Ripper (2009) lo fusiona con el mundo ficticio de Sherlock Holmes.
En Splatterhouse (2010 video game), el Dr. Henry West se convierte en el misterioso Jack el Destripador después de una serie de asesinatos que cometió, al estar aburrido mientras estaba en Londres.
En El VideoJuego Hollywood Monsters de 1997 cuando juegas con Ron Ashman en la mansión Hannover y entras en el ropero a ver a Charlie Bog aparece Jack el destripador sentado en la pared durmiendo y hay que coger su maletín y abrirlo donde se encuentra material médico.
También aparece en el DLC "Jack the Ripper" en el videojuego Assassin's Creed: Syndicate como el principal antagonista.

## Deportes
En 2011, la liga menor independiente de béisbol de London, en Ontario (Canadá), anunció que en lo sucesivo serían conocidos como London Rippers, junto a un característico logo "Jack Diamond", la mascota del equipo, que llevaría un sombrero de copa y una capa negra, evocadores del supuesto aspecto de Jack el Destripador en la imaginación popular (consultar la entrada de la Wikipedia en inglés). Esta iniciativa fue rápidamente criticada tanto por el alcalde de la localidad, como por el lugareño "refugio de la mujer".

## Fotos e ilustraciones de Cameron Hampton
- Blog de Cameron Hampton http://cameronhampton.blogspot.com/
- Ilustraciones de la obra "Altered"[124]
- Ilustraciones generales más recientes y destacadas